# Тальковка
Тальковка (укр. Тальківка) — село на Украине, основано в 1959 году, находится в Новоград-Волынском районе Житомирской области.
Население по переписи 2001 года составляет 66 человек. Почтовый индекс — 11783. Телефонный код — 4141. Занимает площадь 0,626 км².

## Адрес местного совета
11783, Житомирская область, Новоград-Волынский р-н, с. Барвиновка